# Partit Feixista Argentí
El Partit Feixista Argentí (PFA) va ser un partit polític argentí d'ideologia feixista que va existir entre 1932 i 1936.

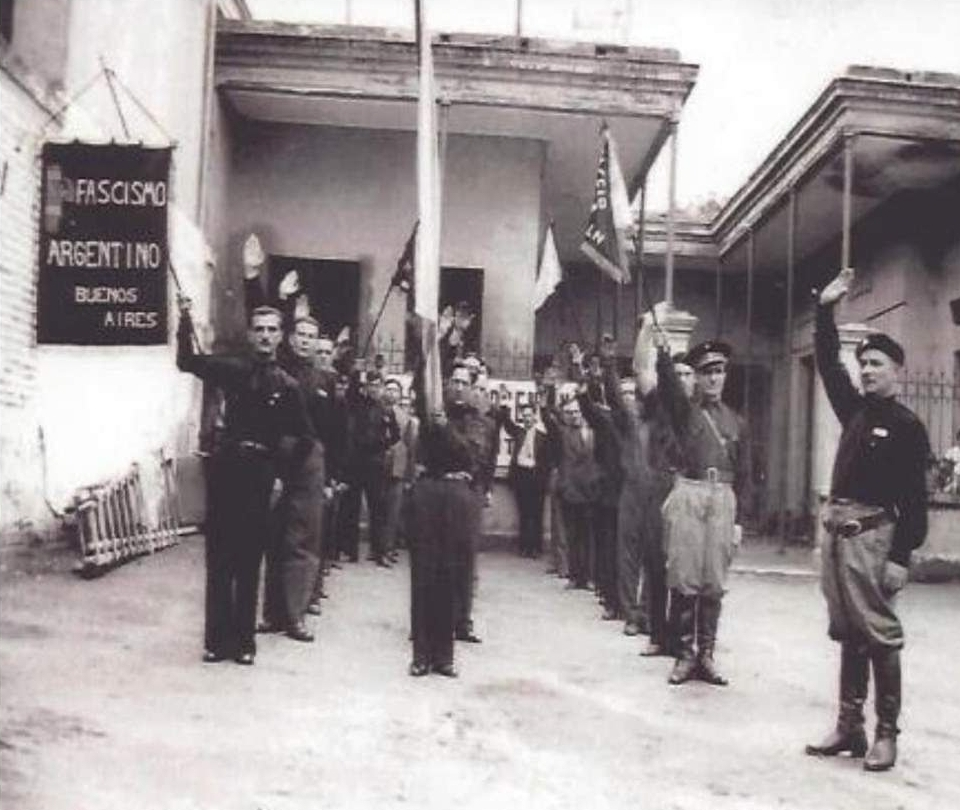
Militants del PFA el 1932

El partit va ser fundat en 1932 per argentins d'origen italià, com una escissió procedent d'una de les faccions del Partit Nacional Feixista. Es va fundar sobre la base ideològica i doctrinal del feixisme italià, i de fet el 1935 va ser reconegut pel Partit Nacional Feixista italià. En la dècada de 1930 el partit es va convertir en una organització de masses, especialment a la ciutat de Còrdova. Nicholás Vitelli va liderar la facció cordovesa del Partit Feixista Argentí fins a la seva mort en 1934, quan Nimio d'Anquín va agafar les regnes del partit. Els principals aliats polítics del PFA a Còrdova van ser la Legió Cívica Argentina i el moviment Acció Nacionalista Argentina/Afirmació d'una Nova Argentina.
El partit va desaparèixer el 1936, i va ser succeït per la Unió Nacional Feixista (UNF). Actualment, existeix un partit polític anomenat «Partit Feixista Argentí» («PFA»), que opera principalment a Internet, i se centra més en el peronisme.